# بروس مک‌گیل
بروس مک‌گیل (به انگلیسی: Bruce McGill) (زاده ۱۱ ژوئیه ۱۹۵۰) بازیگر آمریکایی است.

## فیلم‌شناسی
از فیلم‌های او می‌توان به بازی در مراقب، پلیس زمان، زخم‌های کهنه، مایه ننگ، لگالی بلاند ۲، باشگاه بهشت، شهروند مطیع قانون، هیئت منصفه فراری، مرد سیندرلایی، آخرین پسر پیش‌آهنگ، هال ظاهربین، بدون تشکر، زنده از بغداد، برای شکوه بزرگتر، آخرین مرد بی‌گناه، هلهله‌چی‌ها، سگ‌های چمن، آخر خط، کنترل زمین، راز موفقیت من و بن و کیت اشاره کرد.